# Praça Euclides da Cunha
A Praça Euclides da Cunha é uma praça localizada no bairro da Madalena, na cidade do Recife, em Pernambuco, Brasil. É popularmente chamada de Praça do Internacional, por estar em frente à sede do Clube Internacional do Recife (Solar do Benfica), ou Cactário da Madalena, devido ao seu paisagismo com espécies deste bioma, principalmente cactos.
O paisagismo foi realizado por Burle Marx, com a ideia original de fornecer à população do Recife uma imagem da caatinga retratada em Os Sertões, obra de Euclides da Cunha que ele tanto admirava.
Foi tombada pelo Instituto do Patrimônio Histórico e Artístico Nacional (IPHAN).